# Muhammad Shukor Adan
Muhammad Shukor Adan, né le 24 septembre 1979 à Malacca en Malaisie, est un footballeur international malaisien. Il évolue au poste de milieu défensif.

## Biographie

### Carrière en équipe nationale
Il participe à la Coupe d'Asie 2007 avec la Malaisie.

## Palmarès

### En club
- Selangor FA :
  - Vainqueur de la Coupe de Malaisie en 2002 et 2005.
  - Vainqueur de la Coupe de la Fédération de Malaisie en 2005.
  - Vainqueur de la Supercoupe de Malaisie en 2002.
  - Champion de Malaisie de D2 en 2005.

- Negeri Sembilan FA :
  - Vainqueur de la Coupe de Malaisie en 2009 et 2011.
  - Vainqueur de la Coupe de la Fédération de Malaisie en 2010.
  - Vainqueur de la Supercoupe de Malaisie en 2012.

## Statistiques

### Buts en sélection
Le tableau suivant liste les résultats de tous les buts inscrits par Muhammad Shukor Adan avec l'équipe de Malaisie.